# Honnekodi, Somvarpet
Honnekodi là một làng thuộc tehsil Somvarpet, huyện Kodagu, bang Karnataka, Ấn Độ.